# Mixtape : Gone Days
《Mixtape : Gone Days》是韓國男子組合Stray Kids的Mixtape Project第一首韓語數位單曲，由JYP娛樂製作，唱片公司為Dreamus，於2019年12月26日發行，成員方燦參與詞曲創作。

## 背景
2019年12月24日Stray Kids在官方社群平台上釋出預告，宣布Stray Kids將於12月26日發行數位單曲〈Mixtape : Gone Days〉。
12月25日釋出四張團體概念照及各成員兩張個人概念照。
12月26日釋出數位單曲〈Mixtape : Gone Days〉M/V預告，同日下午六點（韓國時間）公開M/V，數位音源正式發行。

## 概要
Stray Kids以10月9日公開的數位單曲〈Double Knot〉為起點，陸續於11月14日公開〈Astronaut〉音樂錄影帶，以及12月9日發行第五張迷你專輯《Clé : LEVANTER》，展開了2019下半年的大型計劃。而在2019年結束之前，於12月26日發行數位單曲〈Mixtape : Gone Days〉作為特別的年末禮物。
〈Mixtape : Gone Days〉是Stray Kids在2019年1月18日公開的《STEP OUT 2019 （页面存档备份，存于）》影片中所預告的「Mixtape Project」的一部分。「Mixtape Project」是以Stray Kids獨有的方式與感性，唱出迷失方向、陷入苦惱的人們的故事，藉此可以從中看到八名成員對世界的看法和獨創的音樂世界。
歌曲中以「反正今年也已經過去，不要再說『我們那個時候』」、「知道你是擔心所以這樣，但也請你相信我一次，我會為我的未來負責」、「你站在長輩的立場上想要教導我，希望我10年20年後能夠成功，謝謝你對我的關心」等歌詞表達出大人們總是擔心著後輩會犯上與自己相同的錯誤，並希望能過上比自己更好的生活而嘮叨，但Stray Kids卻想藉由這首歌曲傳達：一年過去，未來即將到來，別為我們擔心，並請相信與關注著我們新一代的步伐。
不僅是每天因同樣的說教而疲憊不堪的「現在的孩子」，就連過去和我們走過同樣道路的人生前輩們也引起了共鳴。
歌曲中更以「꼰대(糟老頭)」、「라테(拿鐵)」、「말(馬)」等文字遊戲添加了歌曲的趣味。

## 曲目
| 曲序 | 曲目                |              | 作曲                | 编曲           | 时长 |
| ---- | ------------------- | ------------ | ------------------- | -------------- | ---- |
| 1.   | Mixtape : Gone Days | 方燦(3RACHA) | 方燦(3RACHA) Trippy | 기리보이 Minit | 3:16 |

## 預告及音樂錄影帶
| 年份                | 發佈日期                                                           | 歌曲版本 |
| ------------------- | ------------------------------------------------------------------ | -------- |
| 2019年              |                                                                    |          |
| 12月26日            | Stray Kids "Mixtape : Gone Days" M/V Teaser （页面存档备份，存于） |          |
| 12月26日 18:00(KST) | Stray Kids "Mixtape : Gone Days" M/V （页面存档备份，存于）        |          |

## 榜單成績
| 地區 | 榜單   | 類型               | 最高位置 | 銷量   | 參考資料 |
| ---- | ------ | ------------------ | -------- | ------ | -------- |
| 美國 | 告示牌 | 世界數位單曲銷售榜 | #8       | 無資料 | [ 3 ]    |

## 發行歷史
| 地區 | 日期           | 格式         | 廠牌    |
| ---- | -------------- | ------------ | ------- |
|      | 2019年12月26日 | 數碼音樂下載 | Dreamus |
| 全球 | 2019年12月26日 | 數碼音樂下載 | Dreamus |